# Díptico da Crucificação e do Último Juízo Final
O Díptico da Crucificação e do Último Juízo Final (ou Díptico com o Calvário e Juízo Final) consiste de dois pequenos painéis atribuídos ao pintor flamengo Jan van Eyck, com áreas finalizadas por discípulos não identificados ou membros de seu ateliê. Esse díptico é um óleo sobre tela, considerado uma das obras-primas do início do renascimento nórdico, notório pela sua complexidade e detalhada iconografia e pela evidende habilidade técnica na sua finalização. Foi realizado em um formato miniatura, os paineis possuem apenas 56,5 cm de altura por 19,7 cm de comprimento.
No lado esquerdo da pintura está a crucificação, onde pode ser visto em primeiro plano os seguidores de Cristo, um pouco acima aparecem alguns espectadores e soldados observando três corpos crucificados, ao fundo pode-se ver a antiga Jerusalém. No lado direito está o Juízo Final: a hellscape at its base, o ressuscitado aguardando julgamento ao centro e uma representação do Cristo em Majestade acompanhado por deesis de santos, apóstolos clérigo, virgens e nobres na parte superior. Em algumas partes do obra aparecem inscrições gregas, latinas e hebráicas. A moldura original banhada à ouro contém passagens bíblicas em latim retiradas dos Livros de Isaías, Deuteronômio e do Apocalipse. De acordo com uma data escrita em russo no verso, os painéis foram transferidos para suportes de tela em 1867.
A referência mais antiga sobre a obra é de 1841, quando estudiosos acreditavam que os dois painéis era parte de um tríptico. O Metropolitan Museum of Art de Nova Iorque adquiriu o díptico em 1933. Na época a obra era atribuída ao irmão de Jan van Eyck, Hubert van Eyck devido algumas semelhanças com a pintura Hora de Turim, atribuída a ele. Com base nas evidências da técnica e do estilo dos vestidos das figuras, a maioria dos estudiosos acredita que a obra seja uma das últimas de Jan van Eyck, feita no final da década de 1430 e terminada após sua morte. Outros historiadores da arte sustentam que van Eyck pintou os painéis no começo da década de 1420 e atribuem alguns pontos mais fracos à sua juventude e inexperiência.

## Formato e técnica
Juntamente com Robert Campin e depois com Rogier van der Weyden, Van Eyck revolucionou a abordagem do naturalismo e do realismo na pintura do norte da Europa entre o início e a metade do Século XV. Ele foi o primeiro a manipular óleos para dar maiores detalhes que melhoraram o nível de realismo e complexidade de emoção vistos no díptico. Ele associou isso com a maestria do esmalte para criar superfícies luminosas com uma profunda perspectiva mais perceptível na parte superior do painel Crucificação que ainda não tinha sido alcançada antes.
Entre 1420 e 1430, a pintura a óleo e paineis de formatos verticais foram muitas vezes utilizados em pinturas sobre o Juízo Final, devido ao enquadramento estreito ser particularmente adequado à apresentação hierárquica do céu, da terra e do inferno, em contraste com a crucificação, apresentada de forma mais comum em formato horizontal. Para montar tais representações altamente detalhadas em dois pequenos painéis estreitos, van Eyck foi forçado a fazer diversas inovações, redesenhando diversos elementos do painel de Crucificação para coincidir com a apresentação vertical e condensada da narrativa do Juízo Final. O resultado é um painel com as cruzes crescentes no céu, uma cena de uma multidão no meio da tela e mulheres chorando a morte de Jesus em primeiro plano, onde toda a cena é representada em uma encosta, ao estilo das tapeçarias medievais. O historiador da arte Otto Pächt disse "é o mundo inteiro em uma pintura, uma Orbis Pictus".
No painel da Crucificação, van Eyck segue a tradição do começo do Século XIV de apresentar episódios bíblicos utilizando uma técnica narrativa. De acordo com o historiador da arte Jeffrey Chipps Smith, o episódio mostra eventos simultâneos, não sequenciais. Van Eyck concentra os episódios chave dos evangelhos em uma única composição, onde cada episódio é colocado de forma a chamar a atenção do espectador para cima em uma seqüência lógica. Essa técnica permitiu a van Eyck criar uma ilusão de profundidade com arranjos espaciais mais complexos e incomuns. No painel da Crucificação ele usa diferentes indicadores para mostrar a relativa proximidade de grupos particulares de figuras a Jesus. Dado o tamanho das mulheres em primeiro plano em relação às figuras crucificadas, os soldados e os espectadores reunidos no centro são muito maiores do que uma adesão estrita à perspectiva permitiria. No Juízo Final condenados estão localizados no inferno na parte inferior, enquanto que os santos e os anjos estão no primeiro plano superior. Pächt escreveu sobre esse painel que a cena é "assimilado em um único cosmo espacial", com os arcanjos agindo como um divisor no espaço entre o céu e o inferno.
Os historiadores da arte não estão certos se os painéis foram feitos para ser um díptico ou um tríptico. Eles podem formar as alas laterais de um tríptico, com um painel representando a Adoração dos Magos no centro, ou, como o historiador alemão Johann David Passavant especulou em 1841, o painel central perdido seria sobre a Natividade. É pouco provavel que um painel perdido possa ser reconhecido como o original, tal união é pouco comum entre os pintores entre os anos de 1420 e 1430. Também foi proposto que uma peça central foi acrescentada depois, ou como Albert Châtelet escreve, o painel central pode ter sido roubado. O historiador da arte Erwin Panofsky acreditava que os painéis Crucificação e Juízo Final foram concebidos como um díptico. Ele argumentou que teria sido incomum para meras alas laterais receberem o "suntuoso tratamento" proporcionado a estes dois painéis. Esse método é remanescente dos relicários medievais. Outros observaram que trípticos eram, usualmente, obras maiores para exposição ao público e tendiam a possuir molduras douradas e com inscrições, geralmente só o painel central teria sido tão ricamente decorado como estes painéis. Dípticos contemporâneos são normalmente produzidos para serem utilizados em residências e sem grandes requintes na sua decoração. Pächt acredita que não exista evidência suficiente para afirmar que tenha existido um terceiro painel.